# Макарово (Ковровский район)
Макарово — деревня в Ковровском районе Владимирской области России, входит в состав Ивановского сельского поселения.

## География
Деревня расположена в 16 км на юго-запад от центра поселения села Иваново и в 28 км на юг от Коврова.

## История
В конце XIX — начале XX века деревня входила в состав Клюшниковской волости Ковровского уезда. В 1859 году в деревне числилось 19 дворов, в 1926 году — 61 дворов.
С 1929 года деревня входила в состав Барановского сельсовета Ковровского района, с 1940 года — в составе Смолинского сельсовета, с 2005 года — в составе Ивановского сельского поселения. 

## Население
| 1859 | 1905 | 1926 | 2002 | 2010 | 2021 |
| ---- | ---- | ---- | ---- | ---- | ---- |
| 186  | ↗236 | ↗316 | ↘36  | ↘15  | ↗41  |